# 郭丹
郭 丹（かく たん、紀元前24年 - 62年）は、中国の前漢時代末期から後漢時代初期にかけての政治家。字は少卿。荊州南陽郡穣県の人。父の郭稚は成帝の代に廬江太守となり、清廉をもって名声があった。

## 事跡
| 姓名           | 郭丹                                                                             |
| 時代           | 前漢時代 - 後漢時代                                                              |
| 生没年         | 紀元前24年（陽朔1年） - 62年（永平5年）                                          |
| 字・別号       | 少卿（字）                                                                       |
| 本貫・出身地等 | 荊州南陽郡穣県                                                                   |
| 職官           | 諫議大夫〔更始〕→并州牧〔後漢〕 →匈奴中郎将〔後漢〕→左馮翊〔後漢〕 →司徒〔後漢〕 |
| 爵位・号等     | -                                                                                |
| 陣営・所属等   | 更始帝→光武帝→明帝                                                               |
| 家族・一族     | 父：郭稚 子：郭宇 郭済                                                           |

郭丹は7歳にして孤児となったが、幼いながらも孝順な性格であったため、継母はこれを憐れみ、自らの衣装を売って、郭丹の生活の足しとした。その後、長安に遊学すると、郭丹は常に講義を開き、儒者たちはこれを敬重した。
新代に大司馬荘尤（厳尤）が郭丹を招聘したが、病気と称して応じなかった。さらに王莽までが郭丹を招聘すると、北地郡へ逃走した。
更始2年（24年）、更始帝（劉玄）配下の三公が郭丹を賢明にして有能と推挙したところ、郭丹は諫議大夫に任命され、符節を持って南陽へ向かい、民衆などの鎮撫・降伏受諾（「安集受降」）を受け持った。
更始政権が滅亡すると、多くの者が光武帝（劉秀）に帰順したが、郭丹は平氏（南陽郡）に拠って降ろうとせず、更始帝のために喪を発し、喪服を纏って哀悼の意を示した。建武2年（26年）、郭丹は遂に逃亡し、更始帝の妻に符節を返還して帰郷した。その後、南陽太守杜詩が郭丹を功曹として招聘したが、郭丹は郷里の長者を代わりに推薦し、杜詩から賛嘆されている。
建武13年（37年）、大司馬呉漢の招聘の選挙で優秀な成績とされ、并州牧に遷り、穏やかに統治した（「清平」）との評価があった。その後、匈奴中郎将、左馮翊を歴任した。永平3年（60年）、李訢に代わり司徒に就任した。朝廷に在っては廉直公正で、侯覇・杜林・張湛・郭伋と同等の名声を得た。ところが永平4年（61年）、隴西太守鄧融に対する捜査で有罪とする証拠が発見できなかったため、その責任を取らされて、あっけなく罷免された。
永平5年（62年）、死去。享年87。郭丹は清廉にして家産を蓄えなかったため、一時、子孫は困窮した。しかしその後、明帝の引立てを得て、長男の郭宇は常山太守にまで、末子の郭済は趙国相にまで、それぞれ昇進した。